# Meta Calcio a 5 2018-2019
Questa pagina raccoglie i dati riguardanti la Meta Calcio a 5, squadra di calcio a 5 militante in serie A, nelle competizioni ufficiali della stagione 2018-2019.

## Trasferimenti

### Sessione estiva
| Giacomo Azzoni        | MestreFenice |
| Alejandro Constantino | Győri ETO    |
| Loris Di Guida        | CAME Treviso |
| Ernani                | Joaçaba      |
| Pedro Espíndola       | Latina       |
| Thiago Perez          | Prato        |
| Rudinei Tres          | Italservice  |
| Altre operazioni      |              |
| Fabio Lavenia         | svincolato   |

| Andrea Coco         | Mascalucia      |
| Alejandro La Rosa   | Real Parco      |
| David Sanchez       | C.M.B.          |
| Jean Schacker       | Lido di Ostia   |
| Alejandro Vega      | C.M.B.          |
| Altre operazioni    |                 |
| Luca Centorrino     | Maritime        |
| Francesco Lo Cicero | Latina          |
| Gaetano Musumeci    | Catania Librino |

### Sessione invernale
| Davide Spampinato | Maritime |

| Loris Di Guida | Mantova |

## Organico

### Prima squadra
| N° | Naz.               | Ruolo | Sportivo              | Anno     |  |  |
| -- | ------------------ | ----- | --------------------- | -------- |  |  |
| 1  | Brasile (bandiera) | POR   | Thiago Perez          | 12.02.90 |  |  |
| 3  | Italia (bandiera)  | LAT   | Giovanni Messina      | 07.01.94 |  |  |
| 7  | Italia (bandiera)  | LAT   | Loris Di Guida        | 12.04.96 |  |  |
| 8  | Brasile (bandiera) | LAT   | Ernani                | 19.07.93 |  |  |
| 10 | Spagna (bandiera)  | LAT   | Alejandro Constantino | 04.01.94 |  |  |
| 11 | Brasile (bandiera) | LAT   | Rudinei Tres          | 13.02.87 |  |  |
| 12 | Italia (bandiera)  | POR   | Sebastiano Tornatore  | 28.05.93 |  |  |
| 14 | Spagna (bandiera)  | PIV   | Jacobo Amoedo         | 20.09.92 |  |  |
| 20 | Italia (bandiera)  | UNI   | Giacomo Azzoni        | 20.02.95 |  |  |
| 22 | Italia (bandiera)  | UNI   | Carmelo Musumeci      | 17.12.91 |  |  |
| 23 | Brasile (bandiera) | LAT   | Eduardo Dalcin        | 23.02.89 |  |  |
| 28 | Brasile (bandiera) | DIF   | Pedro Espíndola       | 12.07.93 |  |  |
| ?  | Italia (bandiera)  | LAT   | Davide Spampinato     | 25.12.88 |  |  |

### Under-19
| N° | Naz.              | Ruolo | Sportivo           | Anno     |  |  |
| -- | ----------------- | ----- | ------------------ | -------- |  |  |
| 5  | Italia (bandiera) | DIF   | Maurizio Silvestri | 17.11.99 |  |  |
| 13 | Italia (bandiera) | PIV   | Francesco Zappalà  | 15.11.00 |  |  |
| 74 | Italia (bandiera) | LAT   | Luigi Musumeci     | --.--.01 |  |  |
| 99 | Italia (bandiera) | POR   | Daniele Dovara     | 03.02.99 |  |  |